# 三輔
三輔（さんぽ）は前漢の首都圏である長安周辺（関中）の称。

## 概要
劉邦が漢を建国した時に、彼に古くから従っていた家臣たちは故郷である山東に近い雒陽（洛陽）に都を置くことを望んだが、劉敬と張良の進言によって長安が都に定められた（『史記』留侯世家）。後に劉敬は北方の遊牧民族である匈奴に対抗するために旧六国の子孫や豪傑・名家を関中に移すように進言した（『史記』劉敬列伝）。これによって、匈奴の侵攻からの首都防衛と関中の開発のための人員を確保するとともに、漢の建国後も各地に残る地方の有力者を移住させることで長安（中央政府）の相対的な強化を図った。初期の漢王朝は中央政府の厳重な管理下に置かれた関中と関外であるが中央の直轄であった郡県（緩衝地域）、それに皇族や功臣の子孫とは言え大きな勢力を持って中央と対峙していた諸侯国の3つの地域から構成されていた（郡国制）。
その地域を統治するのは元は内史であったが、景帝の前2年（紀元前155年）に内史は2人制になって左内史・右内史と称された。その後も、2名の内史が共同で関中全域を統治していたが、武帝の建元6年（紀元前135年）になって関中を2分割して左内史・右内史の管轄地域を定めた。そして、
太初元年（紀元前104年）に関中を京兆尹、右扶風、左馮翊に分割するとともに、左内史の官名も左馮翊と改め、2分割された元の右内史の管轄地域においては右内史の官名を京兆尹と改め、本来行政官ではなかった主爵中尉を右扶風と改称してその地域の行政にあたらせた。こうして新設された京兆尹・右扶風・左馮翊の3地域及びそこを統治する同名の官を三輔と呼んだ。
また、長安近辺には前漢の皇帝陵などの陵墓が築かれ、陵墓の維持と長安から溢れた人員を収容するために豪族や高級官僚を移住させて太常に管理させた（陵邑）、三輔には豪族や高官の家が集まった。
三輔が設置された関中には漢の各地から人々が移住させられたために風俗が混乱しており（『漢書』地理志）、統治が難しい土地であった。このため、武帝期の三輔には厳格な酷吏が三輔の長に任じられることが多かったが、宣帝期に入ると社会構造の変化や儒家思想の浸透などで酷吏の任官が忌避されて循吏と称された能吏が起用されることになった。また、征和4年（紀元前89年）には三輔とその周辺地域の監察を目的とする司隷校尉が設置され、永光4年（紀元前40年）には儒家思想に基づく礼制改革の影響を受ける形で陵邑の管轄が太常から三輔に移されて実質廃止されるなどの改革が行われた。